# Theodor Lessing
Pour les articles homonymes, voir Lessing.
Theodor Lessing, né le 8 février 1872 à Hanovre et assassiné le 31 août 1933 à Marienbad, est un philosophe juif allemand. Il est connu pour s'être opposé à l'accession de Hindenburg à la présidence de la République de Weimar et pour son livre devenu classique La Haine de soi : ou le refus d'être juif (Der jüdische Selbsthaß), écrit en 1930, trois ans avant l'accession d'Adolf Hitler au pouvoir, dans lequel il analyse le phénomène de la haine de ses origines, fréquent chez certains intellectuels juifs en voie d'assimilation.

## Biographie
Dans son enfance il voit son père, mari infidèle, battre assez souvent son épouse. Theodor intervient alors pour défendre sa mère. Cette enfance troublée explique probablement son peu d'attrait pour les études scolaires. Par opposition avec son père qui le destine à la profession de médecin, il choisit de se consacrer à la littérature et à la philosophie.
Le judaïsme est présent dans sa famille, mais comme une survivance. On suppose que les troubles de son enfance l'ont conduit à quitter momentanément sa communauté en 1894.
En 1899, il épouse une jeune femme de l'aristocratie prussienne. Mais sa belle-famille refuse de rencontrer leur gendre juif. Theodor Lessing revient alors vers la confession juive.
Malgré ses titres universitaires[Lesquels ?], son judaïsme et ses idées social-démocrates ne lui permettent pas d'accéder à un poste dans l'université allemande et il doit se contenter en 1907 d'un poste de professeur au collège technique de Hanovre.
Il s'intéresse à la question juive. Par une approche historique, il essaye d'en expliquer le sens et l'origine. Il voit une explication dans l'interprétation que les juifs font de chaque malheur qui leur arrive, comme une expiation d'un péché qu'ils auraient commis : 
« Le peuple d'Israël est le premier, le seul peut-être de tous, qui ait cherché en soi-même la coupable origine de ses malheurs dans le monde. Au plus profond de chaque âme juive se cache ce même penchant à concevoir toute infortune comme un châtiment (Theodor Lessing - La haine de soi ou le refus d'être juif) »
Il cherche alors à comprendre d'où vient ce sentiment de culpabilité. De son analyse, il rédige en 1930 son livre le plus connu : La haine de soi ou le refus d'être juif (Der jüdische Selbsthaß), dans lequel il expose la biographie de Juifs qui se sont avérés être hostiles au judaïsme et à la communauté juive, et tente d'en expliquer les raisons. Il est persuadé que la haine juive de soi de certains intellectuels juifs (Paul Rée, Otto Weininger, Arthur Trebitsch, Max Steiner, Walter Calé (de) et Maximilian Harden), qui font de la culture allemande une culture supérieure en les poussant à renier leur propre culture, est un des éléments pouvant inciter à l'antisémitisme.
Son sionisme culmine avec son voyage en Palestine en 1931. Favorable à une renaissance nationale du peuple juif, il préfère un sionisme socialiste qui doit tempérer un nationalisme juif parfois agressif.

Selon Theodore Ziolkowski (Virgile et les Modernes, p. 9), Theodor Lessing, dans Geschichte als Sinngebung des Sinnlosen (L'Histoire comme donneuse de sens à ce qui est dépourvu de signification) 

« critique culturelle écrite dans la tradition de Nietzsche, prétend que l'Histoire, n'ayant pas de validité objective, est une construction mythique par-dessus une réalité inconnaissable et destinée à lui donner un semblant de signification. »

L'idée selon laquelle la réalité empirique est inconnaissable a été développée dans la philosophie d'African Spir, sur laquelle portait la thèse de doctorat de Theodor Lessing.

### Célébrité et prises de positions anti-nationalistes
À partir de 1923, il participe activement à la vie publique en publiant des articles et des essais dans les journaux Prager Tagblatt et Dortmunder Generalanzeiger. Il devient rapidement l'un des écrivains politiques les plus en vue de la république de Weimar. En 1925, il attire l'attention sur le fait que le tueur en série Fritz Haarmann avait été un espion de la police de Hanovre, ce qui lui vaut d'être empêché de couvrir le procès. La même année, il écrit un article peu flatteur sur Paul von Hindenburg, le décrivant comme un homme intellectuellement vide et utilisé comme façade par de sinistres forces politiques :
| « Nach Plato sollen die Philosophen Führer der Völker sein. Ein Philosoph würde mit Hindenburg nun eben nicht den Thronstuhl besteigen. Nur ein repräsentatives Symbol, ein Fragezeichen, ein Zero. Man kann sagen: besser ein Zero als ein Nero. Leider zeigt die Geschichte, daß hinter einem Zero immer ein künftiger Nero verborgen steht. » | « Selon Platon, les philosophes devraient être les dirigeants du peuple. Avec Hindenburg, ce n'est pas un philosophe qui monte sur le trône. Il n'est qu'un symbole représentatif, un point d'interrogation, un zéro. On pourrait se dire que mieux vaut un zéro qu'un Néron. Malheureusement, l'histoire montre que derrière chaque zéro se cache un futur Néron. ». |  |

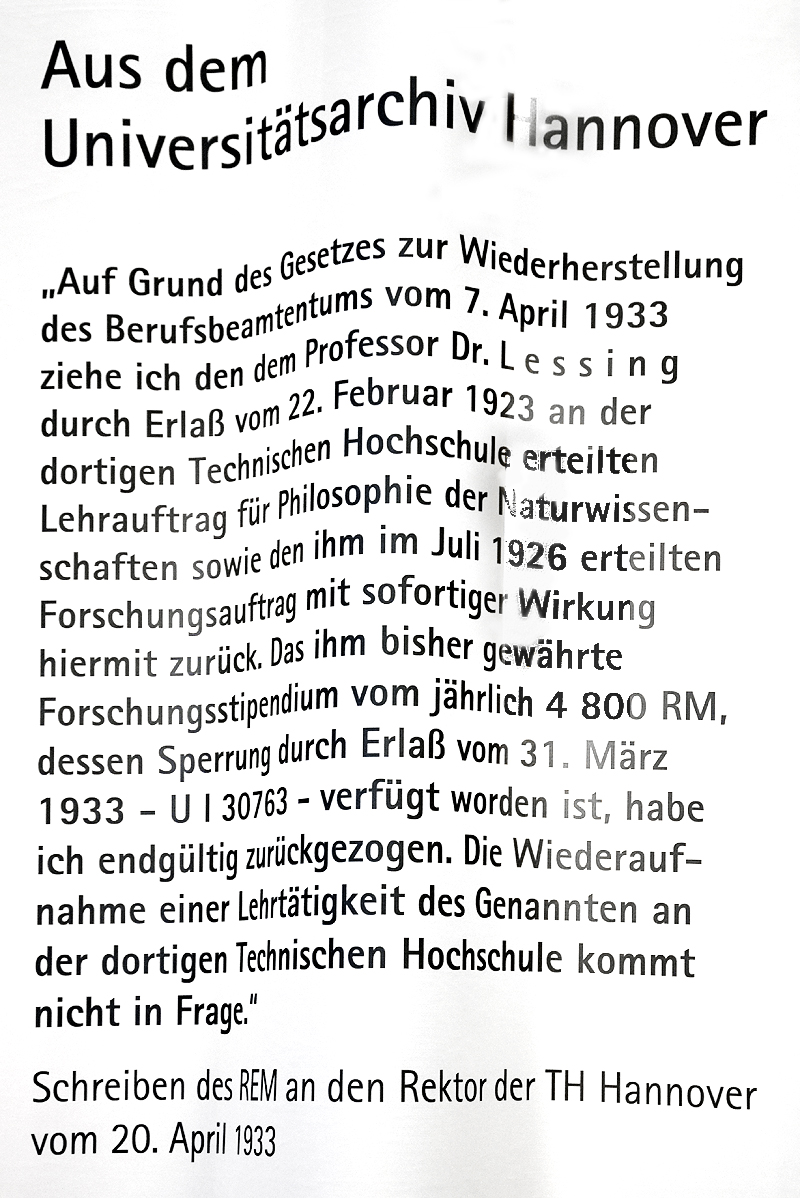
Extrait de la lettre du ministère des sciences, de l'éducation et de la formation populaire (Reichsministeriums für Wissenschaft, Erziehung und Volksbildung, REM) du 20 avril 1933 au recteur de l'université de Hanovre (TH Hannover), ordonnant la destitution de Theodor Lessing.

Cet article lui vaut l'inimitié des nationalistes et ses conférences sont bientôt perturbées par des manifestants antisémites. Lessing ne reçoit qu'un soutien limité du public et même ses collègues affirment qu'il est allé trop loin. Un congé de six mois ne permet pas de calmer la situation. Le 7 juin, près d'un millier d'étudiants menacent de transférer leurs inscriptions à la Technische Universität Braunschweig s'il n'est pas renvoyé, et le 18 juin 1926, le ministre prussien Carl Heinrich Becker cède à la pression publique en l'excluant indéfiniment de l'université avec un salaire réduit.
Lors des élections présidentielles de 1932, il s'oppose à la nomination d'Hindenburg comme président de la République de Weimar.

### Fuite et assassinat
Les idées politiques de Lessing et son sionisme font de lui une personnalité très controversée. Il s'enfuit en Tchécoslovaquie au début de mars 1933 et s'y s'établit à Marienbad. Pendant l'été, il participe au 18e congrès sioniste de Prague. Le 30 août 1933, en fin de soirée, il est assassiné par des Allemands des Sudètes, sympathisants nazis, dans la villa où il habite. Ses assassins, Rudolf Max Eckert, Rudolf Zischka et Karl Hönl, s'enfuient vers l'Allemagne hitlérienne après leur crime.

## Œuvres
- African Spirs Erkenntnislehre, Gießen, Münchow, 1900. 
 Lessing's dissertation at Erlangen.
- Geschichte als Sinngebung des Sinnlosen. (Beck) 1919  (ASIN B0000EAZ09)  bzw. Leipzig: Reinicke Verlag 1927 (OCLC 72170880). Neu: München: Matthes & Seitz 1983.  (ISBN 3882212195)
- Haarmann. Die Geschichte eines Werwolfs. 1925
- Meine Tiere. 1926
- Blumen. 1928
- Jüdischer Selbsthaß. 1930 ; traduction française :  Théodore Lessing, La haine de soi ou le refus d'être juif, traduction, présentation et postface par Maurice-Ruben Hayoun, Pocket (collection Agora), Paris, 2011  (ISBN 2-266-20755-5); 288 pages
- Einmal und nie wieder. Erinnerungen, aus dem Nachlass herausgegeben 1935
- Die verfluchte Kultur. Matthes & Seitz 1981.  (ISBN 3-88221-325-6)
- Jörg Wollenberg (Hrsg.): Theodor Lessing – Ausgewählte Schriften. Donat Verlag Bremen
  - Band 1: Theodor Lessing: 'Bildung ist Schönheit' – Autobiographische Zeugnisse und Schriften zur Bildungsreform. Bremen 1995
  - Band 2: Theodor Lessing: 'Wir machen nicht mit!' – Schriften gegen den Nationalismus und zur Judenfrage. Bremen 1997
  - Band 3: Theodor Lessing: 'Theaterseele' und 'Tomi melkt die Moralkuh' – Schriften zu Theater und Literatur. Bremen 2003